# Bausch & Lomb Championships 1980
Il Bausch & Lomb Championships 1980 è stato un torneo di tennis giocato sulla terra rossa. È stata la 1ª edizione del torneo, che fa parte del WTA Tour 1980. Si è giocato all'Amelia Island Plantation di Amelia Island negli USA dal 15 al 20 aprile 1980.

## Campionesse

### Singolare
Martina Navrátilová ha battuto in finale  Hana Mandlíková con il punteggio di 5–7, 6–3, 6–2

### Doppio
Rosemary Casals  /  Ilana Kloss hanno battuto in finale  Kathy Jordan /  Pam Shriver con il punteggio di 7–6, 7–6